# Kriesow
Kriesow – gmina w Niemczech, w kraju związkowym Meklemburgia-Pomorze Przednie, w powiecie Mecklenburgische Seenplatte, wchodząca w skład Związku Gmin Treptower Tollensewinkel.
Dzielnice:
- Borgfeld
- Fahrenholz
- Kriesow
- Tüzen